# Caviinae
Caviinae — підродина гризунів родини кавієві. Мають кремезне тіло, помірковано-короткі кінцівки, малі вуха й вагу 400—700 грамів. Підошви ніг голі.

## Систематика
- Підродина Caviinae
  - Рід Cavia (Морська свинка або Кавія)
  - Рід Galea (Жовто-зуба каві)
  - Рід Microcavia (Гірська каві)
  - вимерлі роди: †Cardiomys, †Allocavia, †Palaeocavia, †Neocavia, †Dolicavia, †Macrocavia, †Caviops, †Pascualia